# 海底ミカンの皮マイル
海底ミカンの皮マイル（かいていみかんのかわまいる）とは、2008年に制作されたWebアニメ。全13話。
実際のミカンの皮を使用したパペットアニメーションである。

## 概要
株式会社弥栄堂フヰルムが2008年の会社化発表と同時に制作を発表したパペットアニメーション。制作にはコマ撮りとAfterEffectsを使用しておりFlashを一切使用していない。
Yahoo!動画、GyaO、ニコニコ動画などで有料配信されていた。
2009年4月17日にDVDが発売された。

## あらすじ
潜水艦「オレンジ色サブマリン号」で海底調査を行っているパパのもとに、陸に残してきた３人の子供がやってくる。
しかし幼い双子エイブラハムとミシェルはパパのことを知らず、パパを不審者と勘違いして海底に放り出してしまう。
唯一パパを知っているお兄ちゃんはエンジンの修理で手が離せない。パパは「オレンジ色サブマリン号」に潜入し双子に自分がパパであることを理解してもらおうとするが失敗し海底に放り出されてしまう。
親子のすれ違いはやがて逃亡中の海賊レモンの皮や便利屋のバナナの皮も巻き込み大騒動に発展する。

## キャスト
- エイブラハム：谷古美玲
- ミシェル：奥原カテリーナ愛
- パパ：樋口宏澄
- レモンの皮：原一夫
- バナナの皮：坂本頼光
- スミス夫人：富沢美南
- ママ：永井沙紀
- ツベルクリン：関幸司
- お兄ちゃん：有島明日香
- ナレーション：坂本頼光

## スタッフ
- 監督／脚本／制作：すなふえ
- 美術協力：塚原重義、olo、AOHATA
- 撮影協力：千倉オレンジセンター
- 製作：弥栄堂フヰルム